# Aiseki MOGOL GIRL
『aiseki MOGOL GIRL』（アイセキ モール ガール）は、日本のコマ撮りアニメ。2017年10月から12月までTOKYO MX・テレビ大阪・テレビ愛知にて5分枠の短編アニメとして放送された。

## 概要
会社勤めの女性「フユミ」と、その後輩「ハルコ」が、異性との出会いの場として相席喫茶「MOGOL CAFE」を舞台に、そこで出会った癖のある様々な男性とのトークを繰り広げる。
モールを使って作られた「モールアート」のキャラクターをコマ撮り方式で撮影。声はプレスコの手法で収録されている。
仙台アニメフェスのステージにて8月5日に制作が発表された。加藤諒にとっては連続アニメの初主演となる。

## 登場キャラクター

### メインキャラクター
フユミ
声 - 加藤諒
会社勤めの大きな女性。アラサーで出会いが少なく焦っており、相席喫茶「MOGOL CAFE」に通い詰めている。歯に衣着せぬ物言いをする。
ハルコ
声 - 原奈津子
フユミの会社の小さな後輩。「MOGOL CAFE」ではかわいい仕草でトークをするが、普段も含めしばしば毒を吐く発言をする。

### ゲストキャラクター
まさぴー
声 - 梶裕貴
第1話に登場。自撮り好きなインスタグラマー。
ユッキー
声 - 原田晃
第2話に登場。中年のアイドルオタク。
黒騎士
声 - 白井悠介
第3話、第10話に登場。声優志望だが演技は下手。
成子坂四音
声 - 伊与勢我無
第4話に登場。純文学が好きなナルシスト。
カラス
声 - 浪川大輔
第5話に登場。ビジュアル系を目指しているが音楽は好きではない。
喜多川武夫
声 - 飛田展男
第6話に登場。親の遺産で生活しているYouTuber。
勅使河原
声 - 柿原徹也
第7話に登場。徹底したミニマリスト。
ショウゴ
声 - 北沢力
第8話に登場。見栄を張って投資コンサルタントのふりをしている。
ゆうさく
声 - 佐藤せつじ
第9話に登場。フェラーリが好きなフリーター。
シュウ
声 - 大平峻也
第12話に登場。MOGOL CAFEの店員。

## スタッフ
- 企画 - 別所敬司、岡部俊一、八田紳作、高麗大助
- 企画原案 - 赤澤賢司
- 監督・脚本・シリーズ構成 - 森りょういち
- キャラクターデザイン - フジサキタクマ
- 編集 - イン・プラン
- 美術協力 - 創アンド遊
- 音響監督 - 久保宗一郎
- 音響制作 - 東北新社
- 音響効果 - 徳永義明
- 音楽 - YUKI FUNAKOSHI (DIGZ MOTION SOUNDS)
- プロデューサー - 別所敬司、赤澤賢司、君島すみれ
- アニメーション制作 - IKEAnimations
- 制作 - ストロベリー・ミーツ ピクチュアズ
- 製作 - MOGOL CAFE STAFF（ストロベリー・ミーツ ピクチュアズ、グロービジョン、テレビ東京メディアネット、グローバル・ソリューションズ）

## 主題歌
「aikiseki girls」
作詞・作曲 - YADAKO(Digz, Inc. Group) / 編曲 - C-Show(Digz, Inc. Group) / 歌 - ハルコ（原奈津子）feat.フユミ（加藤諒）

## 各話リスト
| 話数 | サブタイトル       |
| ---- | ------------------ |
| #1   | まさぴー編         |
| #2   | ユッキー編         |
| #3   | 黒騎士編           |
| #4   | 成子坂四音編       |
| #5   | カラス編           |
| #6   | 喜多川武夫編       |
| #7   | 勅使河原編         |
| #8   | ショウゴ編         |
| #9   | ゆうさく編         |
| #10  | 黒騎士リターンズ   |
| #11  | フユミとハルコ編   |
| #12  | クリスマスの奇跡編 |

## 放送局
| 放送期間                 | 放送時間                     | 放送局     | 対象地域 |
| ------------------------ | ---------------------------- | ---------- | -------- |
| 2017年10月3日 - 12月19日 | 火曜 1:05 - 1:10（月曜深夜） | TOKYO MX   | 東京都   |
| 2017年10月7日 - 12月23日 | 土曜 2:40 - 2:45（金曜深夜） | テレビ大阪 | 大阪府   |
| 2017年10月8日 - 12月24日 | 日曜 3:20 - 3:25（土曜深夜） | テレビ愛知 | 愛知県   |